# Mathematics of Computation
Mathematics of Computation is een internationaal, aan collegiale toetsing onderworpen wetenschappelijk tijdschrift op het gebied van de toegepaste wiskunde.
De naam wordt in literatuurverwijzingen meestal afgekort tot Math. Comput.
Het wordt uitgegeven door de American Mathematical Society en verschijnt 4 keer per jaar.
Het eerste nummer verscheen in 1960.